# Gaia Ranieri
Gaia Ranieri (Roma, 21 luglio 1984) è una cantante e conduttrice televisiva italiana.
(Gaia Ranieri)

## Biografia
Fin dall'età di quindici anni, Gaia ha curato la passione per la musica esibendosi, dapprima ai matrimoni, poi, in alcuni pub e in diversi locali in tutta Italia con band improvvisate, ha partecipato all'Accademia del Festival di Sanremo, nel 2003 è stata semifinalista al festival di Castrocaro e nel 2004 ha partecipato alla serata finale cantando al fianco di Fred Bongusto, su Rai 1. Sempre nel 2004 ha partecipato al programma Veline con Teo Mammucari, venendo eliminata alla prima puntata per poi venire ripescata nelle semifinali di Riccione. Ha lavorato come cantante a Domenica In nel 2008/09..
È anche autrice di testi linguistici e culturali.
Dal 27 febbraio 2010 al 14 maggio 2011 conduce su Rai 2, insieme ad Ivan Olita, lo storico programma musicale Top of the Pops..
Sempre nel 2010 è opinionista, assieme ad Ivan Olita, Antonella Elia e tanti altri, del programma Extra Factor, condotto da Francesco Facchinetti.